# Rabdophaga essigi
Rabdophaga essigi är en tvåvingeart som först beskrevs av Ephraim Porter Felt 1926.  Rabdophaga essigi ingår i släktet Rabdophaga och familjen gallmyggor.
Artens utbredningsområde är Kalifornien. Inga underarter finns listade i Catalogue of Life.